# Usha Prashar
Usha Kumari Prashar, baronne Prashar, (née le 29 juin 1948) est une membre crossbencher de la Chambre des lords. Depuis les années 1970, elle est directrice ou présidente de diverses organisations des secteurs public et privé. Elle est la première présidente de la Commission des nominations judiciaires lors de sa création en avril 2006.

## Jeunesse et éducation
Née au Kenya, elle arrive dans le Yorkshire avec son père Naurhia Lal Prashar et sa famille dans les années 1960. Elle fait ses études au lycée indépendant pour filles de Wakefield, devenant chef de file en 1967. Prashar étudie la politique à l'Université de Leeds, obtenant un baccalauréat ès arts en 1970, après quoi elle entreprend des études de troisième cycle en administration sociale à l'Université de Glasgow.

## Carrière
Elle est directrice non exécutive de Channel Four Television Corporation de 1992 à 1999, d'UNITE Group plc de 2001 à 2004, et devient directrice non exécutive d'ITV plc en février 2005.
Elle est présidente exécutive de la Commission des libérations conditionnelles d'Angleterre et du Pays de Galles d'octobre 1997 à octobre 2000. Nommée commissaire à la fonction publique en 1990, elle est première commissaire à la fonction publique d'août 2000 à 2005.
Elle est administratrice de Cumberland Lodge, une organisation caritative éducative qui lance un nouveau débat sur les questions brûlantes auxquelles la société est confrontée.
Elle est gouverneure de l'Université De Montfort en 1996 et en est la chancelière en 2001. Elle est présidente du National Literacy Trust de 2001 à 2005. Elle est nommée administratrice du BBC World Service Trust en 2002 et est présidente de la Royal Commonwealth Society. Elle est vice-présidente du British Council.
Elle est directrice du Runnymede Trust de 1976 à 1984, membre du Policy Studies Institute de 1984 à 1986 et directrice du Conseil national des organisations bénévoles de 1986 à 1991. Elle est également gouverneure de la Ditchley Foundation, qui organise des conférences dans l'Oxfordshire.
En juillet 2009, elle participe à l'enquête sur l'Irak. Elle est admise au Conseil privé la même année pour faciliter l'accès aux informations classifiées liées à la guerre en Irak.
Elle est présidente honoraire de UK Community Foundations (UKCF), l'organisation faîtière de toutes les fondations communautaires, fournissant des conseils philanthropiques aux clients et proposant des programmes d'octroi de subventions à l'échelle du Royaume-Uni.
Elle est nommée commandeur de l'Ordre de l'Empire britannique  (CBE) dans les honneurs du Nouvel An 1995, et est créée pair à vie le 15 juillet 1999 en tant que baronne Prashar, de Runnymede, dans le comté de Surrey.
En 2016, elle reçoit un doctorat honorifique en droit de l'Université de Londres. Plus tard en 2018, il reçoit un doctorat honorifique en littérature du Kalinga Institute of Industrial Technology en Inde.